# باتريك ج. إدينغتون
باتريك إدينغتون المحلل السياسي في الأمن القومي والحريات المدنية في معهد كاتو وعمل كمحلل للصور العسكرية لوكالة المخابرات المركزية (المركز الوطني للتفسير الفوتوغرافي) من 1988 إلى 1996.
خلال فترة ولايته في وكالة الاستخبارات المركزية شملت مهامه التحليلية رصد تفكك الاتحاد السوفياتي السابق وتقديم تقييمات عسكرية لصانعي السياسات بشأن القوات التقليدية العراقية والإيرانية وتنسيق الدعم العسكري الذي تقدمه وكالة الاستخبارات المركزية إلى منظمة حلف شمال الأطلسي خلال عملية القوة المتعمدة في البوسنة والهرسك في عام 1995.
استقال إدينغتون في عام 1996 بعد أن عمل على تأليف كتاب (الغازات في الخليج العربي: القصة الداخلية للبنتاغون - وكالة المخابرات المركزية تغطية مرض حرب الخليج) كان يقدم الادعاء بأن هناك أدلة جوهرية على أن الجنود الأمريكيين تعرضوا لعناصر كيميائية خلال حرب الخليج الثانية في عام 1991 والتي تعرف باسم مرض حرب الخليج.
نشرت مذكراته عن عمله في وكالة المخابرات المركزية بعنوان رحلة طويلة غريبة في عام 2011. في مقابلة مع صحيفة واشنطن بوست في 2011 اتهم إدينغتون وكالة الاستخبارات المركزية بحجب 1.5 مليون وثيقة ذات صلة بعاصفة عاصفة الصحراء المعروفة باسم مرض حرب الخليج.
ظهرت مقالات إدينغتون في عدد من المطبوعات منها صحيفة واشنطن بوست ولوس أنجلوس تايمز وواشنطن تايمز وفورث وورث ستار تيلغرام وجريدة تايمز وغيرها. يعمل إدينغتون معلق على قضايا الأمن القومي لقنوات فوكس نيوز وإم إس إن بي سي وسكاي نيوز وسي إن إن وشبكات التلفزيون المحلية والدولية الأخرى.

## الكتب
- الغازات في الخليج: القصة الداخلية للبنتاغون - وكالة المخابرات المركزية تغطية مرض حرب الخليج، أغسطس 1997، شركة أسيغنيا للنشر
- رحلة طويلة غريبة: مذكرة ذكاء، 2011